# Реджеле Фердинанд I (эсминец)
«Реджеле Фердинанд I» (рум. NMS Regele Ferdinand I), также известный под названием «Реджеле Фердинанд» (рум. NMS Regele Ferdinand) — румынский, позднее советский эскадренный миноносец, головной корабль одноимённого типа миноносцев, построенный в Италии по заказу военно-морских сил Румынии в конце 1920-х годов. Во время Второй мировой войны, начиная с 22 июня 1941 года, нёс службу в западной части Чёрного моря; в связи с численным превосходством Черноморского флота ВМФ СССР румынский эсминец занимался в основном охраной конвоев и борьбой с подводными лодками. Предполагается, что за годы войны «Реджеле Фердинанд I» потопил две подводные лодки.
В начале 1944 года во время Крымской наступательной операции советских войск «Реджеле Фердинанд I» принимал на борт эвакуировавшиеся из Крыма немецкие и румынские войска, в ходе конвоев был серьёзно повреждён советской авиацией. После государственного переворота в Румынии в августе 1944 года и перехода страны на сторону антигитлеровской коалиции румынские корабли попали в руки советских войск в качестве трофеев. «Реджеле Фердинанд I», вошедший в состав Черноморского флота ВМФ СССР в том же году, был переименован в «Лихой» и служил до 1951 года, пока его не вернули Румынии. В 1952 году корабль был переименован в D21, прослужив в составе румынского флота вплоть до 1961 года, после чего был пущен на слом.

## Тип «Реджеле Фердинанд»

### Строительство
После окончания Первой мировой войны и приобретения двух итальянских лидеров эсминцев типа «Аквила» румынское правительство решило заказать дополнительно два современных эсминца на верфи Pattison Yard в Италии в рамках реализации программы строительства флота на 1927 год. Основой для проекта новых кораблей послужили британские лидеры эсминцев типа «Шекспир», от которых румынские эсминцы отличались эшелонным размещением машинных отделений с паровыми турбинами Parsons. Орудия были приобретены в Швеции, а система управления огнём — в Германии. Планировалось построить всего четыре подобных эсминца, однако в итоге было построено только два корабля под названиями «Реджеле Фердинанд I» и «Реджина Мария». Этот тип эскадренных миноносцев вошёл в историю также под названием «R».

### Характеристики
У эсминцев типа «Реджеле Фердинанд» были следующие главные размерения: наибольшая длина 101,9 м, ширина 9,6 м и осадка 3,51 м. Стандартное водоизмещение кораблей составляло 1400 т, полное — 1850 т. Экипаж насчитывал 212 матросов и офицеров. В состав главной энергетической установки входили две турбины Парсонса с редукторами, каждая из которых приводила в движение один винт, используя пар, вырабатываемый в трёхколлекторных паровых котлах Торникрофта (турбины изготавливались итальянской компанией STT). Вырабатываемая турбинами мощность достигала 52 тысяч лошадиных сил, что позволяло эсминцам развивать скорость до 37 узлов, однако на ходовых испытаниях эсминец подобного типа развивал скорость до 38 узлов. Запас топлива на эсминцах достигал 490 т мазута, что обеспечивало дальность плавания в 3000 морских миль при скорости 15 узлов.

### Вооружение
В состав главного артиллерийского вооружения эсминцев типа «Реджеле Фердинанд» входили пять 120-мм/50 корабельных орудий Bofors с максимальным углом возвышения 45° и раздельно-гильзовым заряжанием. Орудия размещались в одноорудийных установках по линейно-возвышенной схеме: по два таких орудия ставились в носу и корме надстройки, ещё одно орудие стояло в корме позади второй дымовой трубы. Согласно Мариану Мошнягу, у носовых 120-мм орудий при возвышении 30° максимальный угол поворота составлял 130°, у центрального орудия — 145°, у кормовых — 135°. В качестве зенитного вооружения устанавливались 76-мм зенитное орудие Bofors между трубами и с каждого борта по 2x1 40-мм/68 зенитных автомата Škoda. Корабли были оснащены также двумя итальянскими трёхтрубными 533-мм торпедными аппаратами, впервые использованными на кораблях ВМС Румынии, и несли на борту до 50 морских мин и 40 глубинных бомб. На эсминцах была установлена система управления огнём Siemens с двумя дальномерами (по одному для носовых и кормовых орудий).

### Модификации эсминцев
В 1939 году были установлены два сдвоенных крупнокалиберных пулемёта M1929 Hotchkiss, на юте были смонтированы два бомбосбрасывателя итальянского производства, которые сбрасывали бомбы массой до 90 кг, а на носовых трубах установлены козырьки. На корме между двумя бомбомётами крепился трос для буксировки торпед типа «Джиноккьо». В 1943 году, во время Второй мировой войны с кораблей были сняты 76-мм зенитные орудия, вместо которых были установлены один 37-мм зенитный полуавтомат C/30 и ещё четыре 20-мм/65 зенитных автомата C/38; также были смонтированы немецкие ГАС типа S-Gerät. В начале 1944 года носовое 120-мм/50 корабельное орудие № 2 было заменено на немецкую универсальную 88-мм/45 пушку SK C/30. Все немецкие 88-мм орудия, состоявшие на вооружении у румын, имели лейнера румынского производства.
Согласно данным Сергея Бережного, румынские эсминцы типа «Реджеле Фердинанд», которые были захвачены советскими войсками в качестве трофеев и позже служили в Черноморском флоте ВМФ СССР, имели полное водоизмещение до 2320 т; в качестве вооружения подобных кораблей использовались четыре орудия калибром 120 мм, одно орудие калибром 88 мм, три орудия калибром 37 мм и одно 20-мм орудие, два пулемёта калибром 13,2 мм и два трёхтрубных 533-мм торпедных аппарата.

## Строительство и служба

### Ранние годы
Эсминец «Реджеле Фердинанд I», получивший имя в честь правившего короля Румынии Фердинанда, был заказан 13 ноября 1926 года, а в июне 1927 года был заложен на стапелях верфи Pattison Yard в итальянском Неаполе. Спуск на воду состоялся 2 декабря 1928 года, а 7 сентября 1930 года, уже после прибытия в Румынию, корабль был принят в состав ВМС Румынии и вошёл в состав эскадры эсминцев. 27 мая 1931 года на его борт поднялись король Румынии Кароль II и премьер-министр Николае Йорга: король своим указом в тот же день присвоил официальные имена эсминцам «Реджеле Фердинанд I» и «Реджина Мария», заявив, что доверяет этим кораблям защищать морские границы Румынии и «нести румынский флаг в самые дальние края». На момент принятия на вооружение эти два корабля были самыми современными на Чёрном море: в июле того же года они были оснащены гироскопическими компасами для улучшения навигации.
Службу «Реджеле Фердинанд I» и «Реджина Мария» несли в 1932—1933 годах в составе эскадры эсминцев под командованием капитана 1-го ранга Георге Кослински (рум. Gheorghe Koslinski), участвуя не только в учебных стрельбах, но и учениях по борьбе с подлодками противника. В марте 1935 года с борта «Реджеле Фердинанд I» был произведён первый в истории ВМС Румынии выстрел из зенитного орудия (орудие калибра 76 мм): была поражена мишень, которую буксировал самолёт на высоте от 1500 до 2000 м, а дальность стрельбы составляла 4000 м. На бортах румынских эсминцев были изображены стилизованные «андреевские флаги» с красными крестами и символами карточных мастей: в частности, на борту «Реджеле Фердинанд I» изображался знак туза червей. В 1939 году все эсминцы ВМС Румынии подверглись капитальному ремонту в Галаце.

### Служба в Чёрном море
Поскольку силы румынского флота численно многократно уступали Черноморскому флоту ВМФ СССР, румынские суда в течение нескольких месяцев после начала вторжения Германии в СССР ограничивались обороной Констанцы и установкой минных полей, обучаясь сопровождению конвоев. С 5 октября 1941 года румынские минные заградители начали постановку мин в акватории между Босфором и Констанцей, будучи под охраной румынских эсминцев. 16 октября 1941 года, после эвакуации гарнизона Одессы румыны занялись тралением советских мин и установкой собственных мин, предназначенных для охраны пути между Констанцей и Одессой. 1 декабря эсминцы «Реджеле Фердинанд I» и «Реджина Мария» и лидер флотилии «Мэрэшти», сопровождавшие конвой в Одессу, вступили в бой с неопознанной подводной лодкой, которая попыталась атаковать охраняемый конвой. «Реджеле Фердинанд I» и «Реджина Мария» сбросили глубинные бомбы, а экипаж «Реджеле Марии» заявил об уничтожении субмарины, которое, однако, в советских документах не упоминается.
16 и 17 декабря «Реджеле Фердинанд I» и «Реджина Мария» сопровождали ещё один конвой в Одессу: это был последний конвой перед тем, как из-за льдов должен был закрыться порт. У местечка Приморское (Джибриень) экипаж «Реджеле Фердинанда» обнаружил перископ подводной лодки, а после того, как в корабли были выпущены две торпеды, экипажу было приказано сбросить глубинные бомбы. Позже было доложено об обнаружении обломков и масляного пятна: предположительно, румынами была потоплена субмарина М-59, однако в источниках указываются противоречивые данные о дате гибели подлодки М-59 и о потоплении подлодок в 16 и 17 числах декабря.
Зимой 1941—1942 годов румынские эсминцы преимущественно занимались охраной конвоев, курсировавших между Босфором и Констанцей. В ночи с 22 на 23 и 24 на 25 июня 1942 года эсминцы «Реджеле Фердинанд I» и «Реджина Мария» и лидер эсминцев «Мэрэшэшти» завершили постановку минных заграждений в водах Одессы. 4 июля пал Севастополь, а в октябре 1942 года открылся прямой маршрут из Констанцы в Севастополь, который действовал в течение года. 14 октября того же года «Реджеле Фердинанд I» был безуспешно атакован советской подлодкой М-32. Также утверждалось, что подлодка Щ-207 предприняла попытку атаковать «Реджеле Фердинанд I» и «Мэрэшти», когда они сопровождали из Босфора конвой в виде двух итальянских нефтяных танкеров: эсминцы сбросили глубинные бомбы, но не причинили вреда подлодке. 14 ноября немецкий танкер «Оссаг» (нем. SS Ossag) у входа в Босфор был торпедирован подлодкой Л-23, которую поспешили атаковать «Реджеле Фердинан I» и «Реджина Мария»: они сбросили 32 глубинные бомбы, в результате взрывов которых были повреждены несколько электро-измерительных приборов подлодки.
В ночь с 13 на 14 сентября 1943 года эсминцы «Реджеле Фердинанд I» и «Мэрэшэшти» осуществляли сопровождение минного заградителя «Амирал Мурджеску», который ставил мины на подходах к севастопольской гавани. Спустя двое суток «Реджеле Фердинанд I» был атакован неизвестной подлодкой, в качестве которой некоторые авторы указывали Щ-207, а после боя якобы доложил об уничтожении подлодки. Вместе с тем никаких подлодок, согласно советским документам, в тот день не было потеряно. Утром 22 сентября недалеко от Евпатории корабль, сопровождение которого осуществлял «Реджеле Фердинанд I», был безуспешно атакован подлодкой С-33, а в ночь с 9 на 10 ноября 1943 года «Реджеле Фердинанд I» и «Реджина Мария» обеспечивали охрану минных заградителей, осуществлявших постановку мин у побережья Севастополя. 14 и 16 ноября были установлены дополнительные мины, охрану заградителей обеспечивали «Реджеле Фердинанд I» и «Мэрэшэшти».

### Эвакуация из Крыма
В начале 1944 года в ходе советского наступления снабжение немецких и румынских войск в Крыму по суше было полностью перекрыто, вследствие чего снабжение по морю обрело решающую роль. К середине апреля советскими войсками была освобождена бо́льшая часть полуострова, а Севастополь взят в кольцо. 14 апреля румыны начали эвакуацию своих частей из города в рамках операции «60 000»: эсминцы прикрывали суда с перевозимым личным составом румынских войск. Спустя четверо суток транспортное судно «Альба-Юлия» было атаковано подлодками Л-6 и Л-4: после того, как две субмарины безуспешно выпустили по кораблю торпеды, он был атакован авиацией с воздуха. Пока другие суда принимали на борт пассажиров и членов экипажа «Альба-Юлии», эсминцы «Реджеле Фердинанд I» и «Реджина Мария» пытались спасти сам корабль. Оставшаяся часть экипажа «Альба-Юлии» сумела запустить двигатели корабля и завести концы на два буксира, которые отбуксировали корабль в Констанцу.
27 апреля по приказу Адольфа Гитлера эвакуация была приостановлена, прежде чем возобновиться 8 мая, когда советские части приблизились к Севастополю настолько, что их артиллерия могла достать до гавани. Ранним утром 11 мая «Реджеле Фердинанд I» прибыл в Севастополь и начал принимать на свой борт личный состав. С 6 утра до 10:30 продолжались налёты советской авиации, которая атаковала противника с бреющего полёта. Одна сброшенная авиабомба пробила мостик и взорвалась внутри: погибли двое офицеров. В результате ряда попаданий на борту «Реджеле Фердинанда» также вспыхнули несколько небольших пожаров, однако самой большой проблемой стала неразорвавшаяся бомба, пробившая топливную цистерну по левому борту и вызвавшая огромную утечку топлива. В 9:30 советская полевая артиллерия открыла огонь по эсминцу, который ответным огнём подавил позиции противника. Спустя час капитан эсминца по радио запросил помощь, однако вскоре в результате очередного налёта были уничтожена радиорубка и повреждён трубопровод по правому борту. Несмотря на организованную цепочку из моряков, которые переносили запасы топлива, к следующему утру у корабля закончилось горючее, и его пришлось отбуксировать в Констанцу. 20 августа «Реджеле Фердинанд I» был снова повреждён в результате налёта советской авиации на Констанцу: погибли 47 членов экипажа.

### «Лихой»
23 августа 1944 года в Румынии произошёл государственный переворот, в результате которого Румыния объявила войну гитлеровской Германии и её союзникам, а все корабли румын позже были захвачены советскими войсками в качестве трофеев. 29 августа эсминцы «Реджеле Фердинанд I» и «Реджина Мария» были захвачены советскими войсками в Констанце, 5 сентября над каждым из них был поднят военно-морской флаг СССР, а 14 сентября оба корабля были зачислены в состав Черноморского флота ВМФ СССР. 20 октября эсминец «Реджеле Фердинанд I» был переименован в «Лихой». В послевоенные годы «Лихой» входил в состав 2-го дивизиона эсминцев вместе с эсминцами «Незаможник», «Железняков» и «Лучший». Первым командиром «Лихого» после поднятия на нём флага СССР стал капитан 3-го ранга Георгий Фёдорович Годлевский, позже ставший командиром всего дивизиона. В дальнейшем эсминцем командовал Герой Советского Союза Василий Иванович Быков, служивший на Черноморском флоте с декабря 1949 года.

### Возвращение в Румынию
Согласно распоряжению по ВМС Румынии от 11 мая 1951 года, в составе румынского флота образовывался дивизион эсминцев, куда были включены возвращённые из СССР в Румынию эсминцы «Мэрэшти» («Лёгкий») и «Мэрэшэшти» («Ловкий»). 23 июня 1951 года эсминцы «Лихой» и «Летучий» (бывшая «Реджина Мария») прибыли в порт Галац, а 24 июня официально были возвращены в состав ВМС Румынии на церемонии в присутствии министра вооружённых сил Румынской Народной Республики генерала Эмиля Боднэраша, контр-адмирала ВМФ СССР В. Ф. Чалого и генерал-майора Георге Стефанеску. Согласно одному из отчётов, вооружение и все системы переданных эсминцев «Лихой» и «Летучий» были абсолютно исправны; согласно другому отчёту, на «Лихом» был неисправен котёл № 1, повреждённый ещё во время войны. На торжественной встрече по случаю возвращения кораблей выступили генерал-майор Георге Штефанеску, капитан 2-го ранга Ион Ионеску и старшина Василе Пермуш. Празднование возвращения обоих кораблей прошло в зале имени Штефана Георгиу с участием Ансамбля песни и пляски Центрального Дома Армии в присутствии румынских и советских почётных гостей.
5 июля 1951 года эсминцы «Лихой» и «Летучий» были исключены из состава ВМФ СССР. «Лихой» в качестве наименования получил тактический номер D21, с 1952 года нёс службу в 418-м дивизионе эсминцев. На борту эсминца к тому моменту было установлено новое советское оборудование: радиостанция «Бурун-С» советского производства, несколько радиолокационных устройств, радиопередатчиков, оборудование для пожаротушения и т. д., что повысило боеспособность корабля. Несмотря на устаревшее артиллерийское вооружение, в целом боеспособность обоих переданных эсминцев оценивалась вполне высоко: они могли выполнять задачи по охране конвоев, минированию, сопровождению и обороне.
D22 (бывший «Реджина Мария») и D11 (бывший «Реджеле Фердинанд I») участвовали в нескольких совместных учениях с Черноморским флотом ВМФ СССР и ВМС Болгарии в 1958 и 1959 годах. 23 февраля 1959 года оба корабля были переименованы в D10 и D9 соответственно, а 418-й дивизион эсминцев был переименован в 101-й (он был расформирован 15 апреля 1960 года). В апреле 1961 года D9 был исключён из списка ВМС Румынии и позже пущен на слом: всё снаряжение было снято с его борта предварительно, а архив передан 43-му полку береговой артиллерии.

## Память
С 2004 года бывший фрегат британских ВМС «Ковентри» несёт службу в составе ВМС Румынии под именем «Реджеле Фердинанд», символизируя тем самым, по мнению некоторых военных, преемственность между флотом Королевства Румыния и современной Румынии. В Румынии приобретение этого фрегата подвергли критике в связи с почти тройной переплатой за корабль: вооружение фрегата, по мнению критиков, было намного хуже по сравнению с одноимённым эсминцем.

## Командиры эсминца
| Звание             | Имя                         | Время службы           |
| ------------------ | --------------------------- | ---------------------- |
| Капитан-командор   | Фердинанд Дрэгическу        | 1930                   |
| Капитан-командор   | Александру А. Георгиу       | 1930                   |
| Лейтенант-командор | Август Роман                | 15 октября 1931        |
| Капитан-командор   | Иоан Георгеску              | 1 апреля — 6 июля 1931 |
| Капитан-командор   | Вирджил Драгалина           | 1 апреля 1932          |
| Капитан-командор   | Георге Пантели              | 15 мая 1933            |
| Капитан-командор   | Паул Златян                 | 1 ноября 1933          |
| Капитан-командор   | Михаил Константинеску       | 1 ноября 1934          |
| Капитан-командор   | Фердинанд Дрэгическу        | 1 ноября 1935          |
| Капитан-командор   | Дорин Якоми                 | 1 апреля 1936          |
| Командор           | Константин Влэдеску         | 1 ноября 1936          |
| Капитан-командор   | Якоб Бэлан                  | 1937 — 31 октября 1938 |
| Капитан-командор   | Август Роман                | 1 апреля 1939          |
| Капитан-командор   | Паул Дьяконеску             | 1 апреля 1940          |
| Капитан-командор   | Теодор Исворану             | 1 марта 1941           |
| Капитан-командор   | Арпад Гергел                | Ноябрь 1942            |
| Лейтенант-командир | Эугениу Сэвулеску           | 1942                   |
| Лейтенант-командир | Флорин Бужоряну             | 1943                   |
| Капитан-командор   | Михаил Константинеску-Кочок | н/д                    |
| Капитан 3-го ранга | Георгий Годлевский          | с 1944                 |
| Капитан 3-го ранга | Василий Быков               | н/д                    |
| Капитан-лейтенант  | Виргил К. Дрэгичи           | 1956                   |

## Комментарии
1. ↑  Согласно Сергею Бережному — 241 человек[1].
2. ↑  Согласно Мареку Твардовскому, мощность обоих двигателей достигала 48 тысяч л.с., а максимальная скорость составляла 35 узлов[7]. Согласно Сергею Бережному, мощность каждого двигателя составляла 22 тысячи л.с., а максимальная скорость — 35 узлов[1].
3. ↑  Согласно Сергею Бережному, дальность плавания составляла 2739 миль при движении экономическим ходом 13 узлов[1].
4. ↑  Согласно Марку Эксворти, конвой могла атаковать подводная лодка М-58[26]. Однако предполагается, что в период с 17 по 21 октября она подорвалась на мине румынского заграждения S-12, выставленной минным заградителем «Реджеле Кароль»[27]. Согласно Пьеру Эрвьё, это была подводная лодка Д-4[28], которую в тот день действительно атаковали сброшенными 36 глубинными бомбами «Реджеле Фердинанд I» и «Реджина Мария»: субмарина получила повреждения, но не затонула[29].
5. ↑  Согласно Норману Полмару и Юрьену Ноту, атака произошла 17 декабря[33]; согласно Юргену Роверу и Михаилу Монакову, подлодка М-57 могла подорваться на мине в промежуток с 28 октября по 1 ноября[34]. Также есть версия, что подлодку 5 ноября в районе Сулины мог протаранить сам «Реджеле Фердинанд I»[35].
6. ↑  По другим данным, она атаковала миноносец «Смеул», ввязалась в ответный бой и получила серьёзные повреждения[36].
7. ↑  Известно, что 7 сентября 1942 года подлодка Щ-207 недалеко от Босфора действительно атаковала конвой из двух танкеров и двух эсминцев, но против подлодки вёл бой румынский эсминец «Реджина Мария», сбросивший пять глубинных бомб[37]
8. ↑  Согласно Сергею Бережному, позже эсминец был переименован в D11[1], согласно Мариану Мошняну — в D1[60], а позже в D9[61].
9. ↑  Соответствия между воинскими званиями ВМС Румынии и ВМФ России:
  - командор — капитан 1-го ранга
  - капитан-командор — капитан 2-го ранга
  - лейтенант-командор — капитан 3-го ранга